# Роњо
Роњо (итал. Rogno) је насеље у Италији у округу Бергамо, региону Ломбардија.
Према процени из 2011. у насељу је живело 3333 становника. Насеље се налази на надморској висини од 218 м.

## Становништво
Према резултатима пописа становништва 2011. у општини је живело 3.888 становника.
| 1931. | 1936. | 1951. | 1961. | 1971. | 1981. | 1991. | 2001. | 2011. |
| ----- | ----- | ----- | ----- | ----- | ----- | ----- | ----- | ----- |
| 1.487 | 1.502 | 1.807 | 1.853 | 1.971 | 2.615 | 2.899 | 3.304 | 3.888 |

## Партнерски градови
- Clavesana